# Perinatale sterfte
Perinatale sterfte is het overlijden van een foetus vanaf 22 weken zwangerschap of als een baby in de eerste 7 dagen na de geboorte overlijdt. In afwijking van deze door de wereldgezondheidsorganisatie (WHO) vastgelegde definitie gaat de wet in Nederland uit van sterfte vanaf 24 weken. Als een baby sterft voor de geboorte dan is dit doodgeboorte. De perinatale sterfte is ongeveer 10 per 1000. Daarvan is 70% doodgeboorte.
De belangrijkste directe oorzaken van perinatale sterfte zijn:
- (veel) te vroeg geboren zijn,
- aangeboren afwijkingen,
- (veel) te licht geboren zijn,
- ernstig zuurstofgebrek kort voor of tijdens de bevalling.

De perinatale sterfte is sterk gedaald in alle ontwikkelde (rijke) landen, de laatste 20 jaar vooral door de sterk verbeterde behandelingsmogelijkheden van veel te vroeg geboren kinderen. Ook in hoogontwikkelde landen wordt de hoogte van de perinatale sterfte nog steeds beschouwd als een goede aanwijzing voor de kwaliteit van de verloskundige zorg, maar ze geeft ook aanwijzingen over het bestaan van risicogroepen en risicosituaties. In Nederland is de perinatale sterfte sterk verhoogd onder allochtone zwangeren, gemiddeld zo'n 25% extra, en onder zwangeren (allochtoon en autochtoon) in achterstandssituaties.

## Nederlandse wetgeving
De Wet op de lijkbezorging definieert een doodgeborene als de na een zwangerschapsduur van ten minste 24 weken levenloos ter wereld gekomen menselijke vrucht.
In Nederland moet ieder geboren kind vanaf 24 weken zwangerschapsduur worden aangegeven. Een kind dat dood ter wereld komt wordt, juridisch gezien, geacht nooit te hebben bestaan (art. 1:2 BW).